# لن کانتلو
لن کانتلو (انگلیسی: Len Cantello؛ زادهٔ ۱۱ سپتامبر ۱۹۵۱) بازیکن فوتبال اهل بریتانیا است.
از باشگاه‌هایی که در آن بازی کرده‌است می‌توان به باشگاه فوتبال وست برومویچ آلبیون، باشگاه فوتبال بولتون واندررز، باشگاه فوتبال بری، باشگاه فوتبال کامبور، باشگاه ایسترن اسپورتز، و باشگاه فوتبال هرفورد یونایتد اشاره کرد.